# Archaefructus
Archaefructus ist eine ausgestorbene Pflanzengattung und war bei ihrer Entdeckung 1998 die älteste bekannte Blüte eines Bedecktsamers. Sie bildet die Familie Archaefructaceae, die an die Basis der Bedecktsamer (Magnoliopsida) gestellt wird.

## Merkmale
Archaefructus waren krautige, aquatisch lebende Pflanzen. Sie besaßen eine Hauptwurzel oder ein Rhizom. Zumindest Archaefructus eoflora war ausdauernd. Der Fund von Archaefructus liaoningensis bestand aus zwei je 8,5 Zentimeter langen Achsen mit zwei Blättern und rund 60 Fruchtblättern. Archaefructus eoflora war 27 Zentimeter hoch und besaß ein sieben Zentimeter langes Rhizom mit Wurzeln. Dem Rhizom entsprangen in schraubiger Anordnung mehrere lange fertile und kürzere sterile Sprossachsen.
Die oberen Blätter besaßen eine dünne Cuticula, die unteren jedoch nicht.
Die reproduktiven Achsen bildeten ein seitlich verzweigtes System oder zymöse Blütenstände mit einer Hauptachse. Sie waren verzweigt oder unverzweigt. Im proximalen Teil trugen diese Achsen Blattstiele mit fiederschnittigen Blättern. Deren Fiederlappen waren wiederum drei- bis sechsfach in linealische bis spatelförmige Lappen geteilt. Im distalen Teil trugen sie protogyne zwittrige reproduktive Organe.

### Männliche Blütenorgane
Der untere Teil trug schraubig angeordnete Staubgefäß-Gruppen. Diese bestanden aus ein bis drei Staubgefäßen, die zäpfchenförmigen Stielen standen. Jedes Staubgefäß bestand aus einem kurzen Staubfaden und einer bithekischen tetrasporangiaten Anthere. Die Identität als Zwitterblüte konnte erst mit Entdeckung von Archaefructus eoflora geklärt werden, da die früheren Funde nur Früchte waren und die Blattnarben im unteren Blütenteil nicht Blütenblättern beziehungsweise Staubgefäßen zugeordnet werden konnten.

### Weibliche Blütenorgane
Die Fruchtblätter nahmen die oberen zwei Drittel der Achse ein und waren ebenfalls schraubig angeordnet. Die Fruchtblätter waren gefaltet. Sie standen einzeln, manchmal zu zweit an einem kurzen Stiel. In seltenen Fällen standen auch ein bis zwei Fruchtblätter und ein Staubgefäß an einem Stiel.
Ji et al. definieren diese Teile bei Archaefructus eoflora als Zwitterblüte. Dies wären die ältesten bekannten Zwitterblüten. Sun et al. hatten 1998 bei Archaefructus liaoningensis die ganze Fruchtstandsachse als Blüte definiert.
Die orthotropen Samenanlagen standen in einer Reihe und waren an der abaxialen Seite im Inneren des Fruchtblatts befestigt. Bei Archaefructus liaoningensis befanden sich drei (zwei bis vier) Samenanlagen in jedem Fruchtblatt. Bei Archaefructus eoflora fehlt eine Narbe, wie sie für die beiden anderen Arten beschrieben wurde.
Die Balgfrüchte standen an kurzen Stielen. Die Früchte reiften distal, also von der Basis zur Spitze hin.

### Blüten
In den ursprünglichen Publikationen von Sun et al. (1998, 2002) wurden die ganzen Achsen als Blüten interpretiert. Neuere Untersuchungen legen nahe, dass nur die an den kurzen Stielen stehenden meist zwei Staubblätter beziehungsweise ein bis zwei Fruchtblätter als Blüten anzusehen sind. Somit wären die Blüten eingeschlechtig. Lediglich die Blüten im Übergangsbereich zwischen männlichen und weiblichen Blüten, die sowohl Staubgefäße als auch Fruchtblätter trugen, wären echte Zwitterblüten.

## Blütenökologie
Sun et al. (1998) spekulierten über die Bestäubungsmechanismen von Archaefructus und zogen sowohl die Bestäubung durch Dipteren in Betracht als auch eine mögliche Windbestäubung (Anemophilie). Die Blätter an der Basis der Blütenachsen hätten der Anlockung dienen können, eine Färbung ist aber nicht nachgewiesen. Das Narbengewebe hätte auch Nektar absondern können.

## Standort
Archaefructus eoflora wuchs am Rande von Fließgewässern. Die unteren Sprossteile wuchsen unter Wasser, während die längeren Blütensprosse über das Wasser ragten.

## Systematik
Die erste Art, Archaefructus liaoningensis, wurde 1998 von Sun et al. beschrieben. Der Holotypus wurde im Nanjing Institute of Geology and Palaeontology der Academia Sinica als Nummer SZ0916 hinterlegt. Nach dem Fund einer zweiten Art (Archaefructus sinensis) 2002 wurde die Familie Archaefructaceae aufgestellt.
Die Archaefructaceae wurden von den Erstbeschreibern als Schwestergruppe aller anderen Angiospermen betrachtet. Anderen Untersuchungen zufolge war Archaefructus keine basale Angiosperme, sondern gehörte zu den Magnoliiden oder zu den basalen Eudikotyledonen.
Es wurden drei Arten beschrieben:
- Archaefructus liaoningensis
- Archaefructus sinensis
- Archaefructus eoflora

Das Alter der Gattung wurde zunächst von den Erstbeschreibern als spätester Jura angegeben (mindestens 145,5 Mio. Jahre). Das Alter von Archaefructus wurde jedoch später aufgrund einer Neudatierung der Fundschichte (124,6± 0,1) auf die frühe Kreide (Barremium/Aptium-Grenzbereich) festgelegt.